# Giuseppe Greggiati
Giuseppe Greggiati (Ostiglia, 17 marzo 1793 – Mantova, 18 gennaio 1866) è stato un religioso italiano.

## Biografia

### Tra Ostiglia e Ferrara
Nato ad Ostiglia nell'anno 1793, il 17 marzo alle sei pomeridiane, Giuseppe Anselmo viene battezzato nella parrocchia di Santa Maria Castello in Ostiglia da don Pietro Luigi, alla presenza dei padrini Girolamo Zanardi e Aurelia Marosa. Ultimo di sette figli, è ‘destinato’ alla carriera ecclesiastica e ad assumere – per libera vocazione o consumato cliché – uno dei ruoli più importanti che la società ottocentesca riservava alle famiglie abbienti. È il padre Domenico a presentare il 20 novembre 1811, istanza di remissoria alla Curia Vescovile di Mantova, affinché il figlio, già domiciliato a Ferrara, possa colà entrare in seminario, vestire l'abito clericale e ottenere gli ordini minori.
Seminarista a Ferrara, dove quindi già nel 1811 studiava teologia dogmatica e teologia morale, riceve proprio in quella diocesi la prima tonsura e i quattro ordini minori, il sabato delle Quattro Tempora di Pentecoste 23 maggio dell'anno bisestile 1812, ultima ricorrenza della Cinquantina pasquale, cinque mesi dopo la licenza di ammissione agli ordini minori, concessa con dimissoria del 25 novembre 1811 dall'arciprete e vicario capitolare della diocesi di Mantova don Girolamo Trenti. È dunque a Ferrara che Giuseppe riceve il primo titolo ecclesiastico e con esso il beneficio immediato (non secondario) dell'esonero dalla coscrizione militare (esteso dal 1803 anche agli aspiranti ecclesiasti) che in quel periodo, complice la pratica dell'infame marchiatura, non poco contribuiva ad ingrossare le file dei seminari, anche di famiglie intere. Sono anni difficili, di grandi e profondi cambiamenti, caratterizzati dall'invasione napoleonica e dall'istituzione del Regno d'Italia che dal 1800 al 1814 vede il dominio francese anche nei territori lombardi, veneti, emiliani e nel limitrofo Stato Pontificio, compreso dunque Mantova e Ferrara. Qui don Giuseppe pare risiedere anche nel 1813 come si desume da un suo appunto sul frontespizio dello spartito di un Kyrie e Gloria di Pleyel.
Nel gennaio del 1815, tornato ormai a casa, dopo aver rifiutato l'incarico di “Maestro Elementare” offertogli dalla comunità di Ostiglia per l'intercessione del vigente e ‘affaticato’ precettore, aspirante pensionato don Gaetano Boccaletti, Giuseppe accetta di lì a poco l'istesso incarico in Quistello, oltre a quello di organista nella stessa chiesa parrocchiale: vi resterà fino al luglio dell'anno successivo.
Ritornato in Ostiglia, già diacono, dopo aver finalmente accettato l'incarico annuale, tanto discusso e controverso, di Maestro Elementare per l'anno scolastico 1816-1817 – il sabato Sitientes 22 marzo 1817, a ventiquattro anni appena compiuti, già orfano di padre ormai da due anni, cinque anni dopo l'ordinazione minore – riceve gli ordini sacri dal vescovo Innocenzo Maria Liruti nella cappella del palazzo episcopale della diocesi di Verona, antico riferimento giurisdizionale della parrocchia di Ostiglia, dove già lo zio Antonio era stato ordinato circa sessant'anni prima. Giunge in qualche modo alla fine dell'anno scolastico e nel settembre 1817, ormai curato, decide di terminare (momentaneamente) la sua esperienza di precettore e di rassegnare le dimissioni dopo il pubblico saggio scolastico.
Cappellano curato nel settembre 1817 nella sua parrocchia di Santa Maria in Ostiglia, giovanissimo tra veterani – tra cui anche l'arciprete vicario Luigi Ceruti (che l'ha sempre favorito ed agevolato) e lo stesso don Gaetano Boccaletti (suo sospettoso detrattore, ora anziano e qui “senza impiego”) – lo sarà fino alla sua rinuncia, avvenuta due anni dopo nel settembre 1819, quando deciderà di non seguire la famiglia a Sermide presso il fratello maggiore Antonio jr, ivi pretore, e di restare precettore in Ostiglia, probabilmente da solo.
L'abbandono di Ostiglia della propria famiglia, nel vivo degli anni della Restaurazione (1815-1840), dev'essere stato un colpo durissimo per il giovane Giuseppe. La vicenda, motivata da complesse concause che sicuramente hanno origine nella conclusione delle cause giudiziarie del padre Domenico, è descritta nella triste (ed imprecisa) cronaca di don Boccaletti del 15 settembre 1819, pagina infelice della biografia di Giuseppe, retrospettiva di una realtà familiare che non vorremmo mai fosse vera.
In questo periodo, dopo aver rinunciato agli impieghi di Curato, accetta di sostituire ad Ostiglia il precettore don Giuseppe Corridori per l'anno scolastico 1820-21 e ciò fino ad ottobre del 1821 quando – promoveatur ut amoveatur? – non decide di lasciare Ostiglia per trasferirsi definitivamente a Mantova.

### Mantova

#### La Scuola Elementare Maggiore
Dal 1821, per un “esiguo stipendio”, è prima “Maestro di Lettere Italiane” e poi maestro di Metodica e supplente agli altri maestri nella Scuola Elementare Maggiore maschile di quattro classi di Mantova, con funzioni direttive fin dal 1824. L'iter per l'affidamento della nuova direzione inizia nel settembre 1823, con la rinuncia all'incarico del provvisorio direttore arciprete Pietro Vaccari. La nomina di don Giuseppe, con decreto (38473/6530) dell'I. R. Governo del 22 dicembre 1823, è inizialmente provvisoria e comporta, per incompatibilità, la contestuale e conseguente rinuncia all'incarico di maestro di IV classe. La nomina a direttore sarà definitiva il 5 gennaio del 1826.
Dopo il prescritto giuramento d'ufficio, prestato nelle mani del Delegato Provinciale, il 2 marzo 1826 la pratica viene inoltrata agli uffici competenti, ed è l'inizio per don Giuseppe di un incarico stabile e di uno stipendio sicuro e regolare. Sarà direttore fino al 1846, operativamente per lo meno fino ad aprile, come risulta da un foglio d'invito al pubblico esame semestrale, allorquando, verso la fine dell'anno – per esigenze di salute, dopo oltre ventisei anni di attività – sarà messo in stato di riposo. Formalmente lo sarà a partire dal 1º gennaio 1847.
È sostituito interinalmente dal collega Don Michele Polla e poi definitivamente dall'amico Luigi Pellicari, nominato direttore il 13 agosto 1847, che già gli era subentrato quale maestro di IVa classe, quando era stato nominato direttore provvisorio nel 1824.
Nel 1825 don Giuseppe è direttore onorario dello stabilimento di educazione femminile Bellavite (il medesimo in cui nel 1826 è maestra in prima classe la futura cognata Branca Carolina).
Dedito a tempo pieno alla direzione della scuola elementare e all'insegnamento, non risulta che don Greggiati abbia avuto a Mantova particolari incarichi o impieghi sacerdotali. Per motivi da indagare non è presente nell'elenco dei sacerdoti in Mantova e provincia al 1º agosto 1830, nemmeno nella chiesa sussidiaria di San Simone Apostolo (dove si trova solo don Francesco Nasi, cappellano sussidiario) negli elenchi della quale sarà invece inserito negli anni successivi, quale direttore delle scuole elementari, senza impieghi religiosi. In quegli anni, dopo la morte della zia Margherita (Sermide, 1825) e della sorella Marianna (Sermide, 1826) la famiglia Greggiati di fatto si ricompone anagraficamente a Mantova proprio intorno alla figura di Giuseppe – al n° di casa 724 – con la sorella Maria Maddalena (con lui fin dal 1821), il fratello Giovanni Battista (ritornatovi nel 1827) e la madre Annunziata (dal 1829), nel mentre Antonio jr, a Volta Mantovana dal 1828, proseguiva solitario la sua carriera legale.
Persona erudita, preparata e disponibile, don Giuseppe collabora marginalmente anche alla stesura del Vocabolario Mantovano-Italiano del Cherubini. È un “dilettante” di musica, come amava definirsi, avendo studiato i primi rudimenti forse con lo zio Don Antonio – del quale in giovane età suonò alcune composizioni insieme al fratello Giovanni Battista – forse in seminario a Ferrara.
Del suo percorso didattico-musicale non si conosce quasi nulla. È organista, prima in Quistello e poi in Ostiglia, e chissà, forse un po' violinista e un po' violoncellista, come lascerebbero intendere gli innumerevoli strumenti ad arco trovati e inventariati dopo la sua morte nella sua residenza; di certo è insegnante privato di musica, per passione, come testimonia il suo agile ma completo compendio di teoria musicale dal titolo Elementi di Musica per uso degli scolari di D. G. G., manoscritto e senza data; di certo studia seriamente per qualche anno l'armonica a mantice, alla quale si applica con dedizione per lo meno dal 1839 e della quale apprende il corretto funzionamento e le più recondite particolarità tecniche se riesce – come poi riesce – a scrivere il Metodo con la sorprendente dovizia di particolari che conosciamo.

### Il lascito di Giovanna Manfrin Plattis
In età adulta, oltre a dilettarsi a comporre e trascrivere brani musicali di ogni tipo, si dedica alla raccolta e all'acquisto di manoscritti, libri e strumenti musicali – ad arco, a tastiera ed a mantice – anche sulla scia di un'antica e consolidata tradizione familiare. Coltiva questa passione con fervore, ma con una certa restrizione rispetto alle proprie innate ambizioni e ciò fino al 1848 quando, defunta la Marchesa Giovanna Manfrin vedova Plattis il 17 agosto, a seguito della donazione patrimoniale che la stessa gli aveva riconosciuto con il lascito testamentario del 25 gennaio 1846, le sue condizioni economiche non cambiano radicalmente. Un vero colpo di fortuna per don Giuseppe, ma non per il mondo dell'armonica: l'eredità Plattis, comprendente un numero considerevole di fondi per un totale di “3.079 pertiche di terra”, del valore censito di 23.079 Scudi da godersi senza vincoli e obblighi di sorta, gli permette infatti di vivere in agiatezza fino alla morte, ma lo impegna probabilmente a tal punto, da distoglierlo almeno in parte dalla sua passione per la musica. Prova ne è l'assenza di materiale musicale per armonica a mantice, e non solo, composto o trascritto di suo pugno in date posteriori al 1849.
Le nuove condizioni patrimoniali e le accresciute possibilità economiche (nel lasciapassare del 1848 don Giuseppe veniva definito “possidente”) rafforzano notevolmente la sua capacità d'acquisto e consolidano la sua passione per la collezione biblio-musicale. È a questo punto che don Giuseppe, ormai in pensione da più di un anno, senza stringenti limitazioni economiche e con maggiore determinazione, se possibile, manifesta appieno la propria indole di ‘filantropo culturale’ e investe nell'ampliamento della sua libreria musicale raccogliendo con caparbietà sia intere biblioteche private, sia opere e intere collezioni a stampa direttamente dagli editori. È l'obiettivo della sua vita che ora si concretizza e che perseguirà con energia fino all'ultimo dei suoi giorni: una grande biblioteca di musica, ricca di opere teoretiche, enciclopedie, composizioni, arricchita a latere da un'importante collezione di strumenti musicali di valore.
Nell'inventario dei beni steso il 30 gennaio 1866 qualche giorno dopo la sua morte, oltre alla cospicua sostanza materiale costituita da beni immobili e mobili e alla biblioteca musicale, nella Rubrica VII si trova un elenco degli strumenti in giacenza nella sua abitazione alla data della morte. Da questi pochi fogli intuiamo, oltre all'agiatezza della sua posizione sociale anche il clima musicale che si doveva respirare nella sua residenza. Vi si trovano infatti un “Piano=Forte Breitkopf ed Hartel di Lipsia, nuovissimo, di costruzione solida e di manifattura elegante […] di sette ottave con i tasti d'avorio e le mezze voci d'ebano”; un “Piano=Forte a coda Teufel” viennese “d'epoca lontana. Di debole costruzione ed in cattivo stato […]”; un “Piano=Forte a Tavolo Arteria di Vienna”; una “Phisarmonica”, ovvero un armonium a “forma di tavolo” costruito a Vienna, “dell'estensione di sei ottave”; una decina di violini, viole e violoncelli delle più prestigiose liuterie italiane tra cui Amati Nicola e Antonio, Stradivario Antonio, Guarnieri Andrea e figli, Camilli Camillo, Balestrieri Tomaso, Zanotti Antonio, nonché uno Steiner e vari strumenti di autore ignoto tra cui una tiorba; vari accessori musicali tra cui leggii – da tavolo e tascabili – archi, custodie, metronomi, un altro “piccolo piano-forte da tavolo dell'estensione di 5 ottave” elencato al numero d'ordine 37 ed infine ben ventiquattro armoniche, del valore totale di 6,5 fiorini (molto meno del loro costo di acquisto), suddivise ai numeri d'ordine 34, 35 e 36 rispettivamente in due armoniche di tre tastiere, quindici a due tastiere e sette a una tastiera. Pochi mesi dopo – in un documento riguardante la ricognizione delle rendite del patrimonio alla data 20 dicembre 1866 – si trovano elencate, con il loro originario numero d'inventario, insieme ad altri articoli di vario genere, vendute all'asta con decreto del 13 giugno e 24 novembre dello stesso anno (vedi all. 4 sez. 4) per 8,5 fiorini, in un totale d'asta di fiorini 23,75. Non ci è dato sapere, e forse mai sapremo, a chi furono vendute queste armoniche.
Don Giuseppe, assistito dai religiosi camilliani Ministri degl'Infermi, muore a Mantova il giovedì 18 gennaio del 1866, in contrada San Tommaso nº 480, all'età di settantatré anni non ancora compiuti, “qual direttore pensionato delle scuole elementari”, otto anni dopo il fratello Antonio e prima dei fratelli Giovanni Battista e Maria Maddalena, nell'anno in cui il Ducato di Mantova, dopo la Terza guerra di indipendenza, entrerà a far parte del Regno d'Italia con il plebiscito di annessione. Nelle sue ultime volontà testamentarie, aveva chiesto di essere sepolto nel cimitero mantovano degli Angeli e tumulato, “possibilmente”, nella cappella di padre Domenico Bellavite; nulla resta però, ora, delle sue spoglie. La Gazzetta di Mantova lo ricorda, ben undici giorni dopo, nella rubrica dei Trapassati di lunedì 29 gennaio; il Fondo Martini conserva la partecipazione funeraria del fratello Giovanni Battista.
Il suo testamento, con il quale dona la quasi totalità del patrimonio alla municipalità del suo paese natale, è un atto di pubblica utilità, probabilmente il maggiore che gli ostigliesi possano ricordare. Dal suo gesto nasce l'Opera Pia Greggiati che con borse di studio e per molti anni permetterà a molti giovani studenti, “poveri di condizione e commendevoli per ingegno distinto ed egregie disposizioni di natura, buona indole e savia condotta”, di proseguire gli studi accademici, di cimentarsi nell'arte e di applicarsi allo studio della musica, nella meravigliosa atmosfera del suo patrimonio bibliografico.
Di don Giuseppe non si hanno notizie del suo ministero sacerdotale, né della sua attività didattica e nemmeno della sua vita privata e cittadina. Di lui non si ha un ritratto né tanto meno una fotografia – arte che proprio in quegli anni entrava lentamente nelle abitudini delle famiglie abbienti – a meno che non si voglia ricondurre alla sua figura, quel «musico in arte» rappresentato nella splendida icona di quel «armonicista» elegante e di nobili vestigia – identico in tutto alle caratteristiche somatiche del suo lasciapassare, ma per l'occasione con «barba ben rasata» – rappresentato in figura 2 di Tavola I del Metodo per Armonica a mantice Parte I da lui manoscritto nel 1842: icona quanto mai evidente di un'estrazione borghese e colta, alla quale la fisarmonica appartenne – per lo meno nei primi decenni della sua storia – non senza sorpresa, a Parigi come in Italia.

### L'eredità bibliografica
Dopo la sua morte tutto il materiale bibliografico e musicale lasciato in eredità al Comune di Ostiglia, ora Fondo Greggiati, vive e subisce una serie di sfortunate traversie. Alcuni traslochi, gli affronti della Seconda Guerra mondiale, l'umidità invadente dei locali in cui era stato riposto, ne hanno compromesso l'integrità. Parte del materiale è andato distrutto, danneggiato, parte probabilmente sottratto: mancano all'appello soprattutto le sue memorie e gran parte del suo carteggio privato. Superati questi incidenti ed il rischio, ventilato negli anni a metà del secolo scorso, di un suo possibile e irrevocabile trasferimento ad altra biblioteca per mancanza di fondi, i volumi, i manoscritti ed i documenti della biblioteca di Giuseppe Greggiati giunti fino a noi, restaurati e definitivamente catalogati, giacciono ora ‘protetti’ nella sede del Palazzo Comunale, mentre una via di Ostiglia – ex Contrada Cavallara – gli è stata dedicata in riconoscente memoria.
Altri particolari biografici sono senz'altro celati nel foltissimo e intrigato carteggio che solo attende di essere letto e studiato. Molto interessanti sono i documenti contenuti nel fascicolo relativo alle armoniche a mantice, apparentemente gli unici documenti. conservati attinenti al suo interesse per uno strumento musicale. Scritti tra il 1839 e il 1841 e composti da lettere, promemoria, tabelle musicali e appunti vari, sono la manifestazione evidente di una passione incondizionata e di una viscerale curiosità verso l'oggetto ‘cult’ del panorama organologico e musicale ottocentesco, strumento ormai dilagante, in Europa quanto nelle regioni russe, dalle sembianze particolari e dalle straordinarie ed originali possibilità musicali, calamita formidabile per musicisti e curiosi: la Fisarmonica.

## Storia Istituto Giuseppe Greggiati
La storia dell'Istituto “G.Greggiati” di Ostiglia inizia negli anni '60 come sezione staccata dell'IPC “Bonomi” di Mantova. Diventa sede autonoma nel 1979 con il D.P.R. n. 1000 dell'8 settembre, che segna la nascita di un Istituto Professionale di Stato per il Commercio in Ostiglia.
Nata la scuola occorre assegnarle un nome. Nel collegio docenti di quel tempo circolano diverse idee: c'è l'ipotesi di dedicarla a una femminista; altri pensano all'editore Mondadori, nato a Poggio Rusco ma con la sua prima tipografia di fronte al Municipio di Ostiglia; chi invece propone Giuseppe Greggiati, al quale era già stata intitolata la via di destra di Piazza Cornelio. Il Collegio Docenti approva quest'ultima opzione e nasce così l'Istituto Professionale Greggiati.
L'illustre ostigliese nato nel 1793 è fra le più significative figure del collezionismo musicale del XIX secolo; avviato alla carriera ecclesiastica coltiva parallelamente interessi musicali, dedicandosi anche alla trascrizione di musiche altrui. La sua raccolta musicale, da lui donata al Comune, è ancora oggi custodita nella biblioteca musicale che porta il suo nome.
La prima sede del neonato Istituto sorge in Piazza Cornelio, nel Palazzo Foglia, dove in precedenza era ubicata la scuola media.
Nel 1992 in seguito all'ampliamento dell'utenza, per accogliere in modo più opportuno tutti gli studenti, l'Istituto si trasferisce nei locali della Ciminiera in Piazza Mondadori (ex zuccherificio).
Nata come scuola esclusivamente aziendale che dava una qualifica alle “segretarie d'azienda”, il “Greggati” si è sempre più evoluto aggiungendo nuovi indirizzi. Il primo Settembre 1992 viene istituito infatti l'indirizzo Grafico Pubblicitario, il primo della provincia di Mantova.
Nell'ambito della riorganizzazione della rete scolastica il “Greggiati” diventa poi sede centrale del Polo di Istruzione Scolastica Secondaria Superiore, aggregando l'IPSSAR di Poggio Rusco e l'IPSIA di Sermide.
Sempre pronto a rispondere alle esigenze del territorio il “Greggiati” chiede e ottiene dalla Giunta Provinciale per l'anno scolastico 2006/2007 un nuovo corso per “Operatore dei servizi sociali” e conseguentemente un biennio post-qualifica per “Tecnico dei servizi sociali”.
Nel Settembre del 2010 alla scuola è stata conferita la nuova sede ubicata in via Roma, nella quale gli studenti possono usufruire di moderni e attrezzati laboratori.
Ora l'Istituto, in seguito alla recente Riforma Gelmini, si è già attivato al fine di ottenere un nuovo indirizzo: un Liceo Artistico ad indirizzo grafico-pubblicitario.

## Indirizzi di studio
- Sede di Ostiglia
  - Liceo Artistico indirizzo grafico pubblicitario
  - Liceo Artistico indirizzo arti figurative
  - Professionale Servizi Sociali
  - Professionale Commerciale
  - Professionale Assistenza Tecnica
- Sede di Poggio Rusco Alberghiero
  - Professionale Enogastronomici
  - Professionale sala Bar/Vendita
  - Professionale Ricevimento